# Spirostreptus stylifer
Spirostreptus stylifer är en mångfotingart som beskrevs av Peters 1855. Spirostreptus stylifer ingår i släktet Spirostreptus och familjen Spirostreptidae. Inga underarter finns listade i Catalogue of Life.